# Andy & Norman
Andy & Norman è stata una serie televisiva italiana di genere sitcom, andata in onda in prima visione su Italia 1 durante i primi anni novanta.

## Trama
Andy e Norman, due amici di professione pubblicitari "creativi", che si trovano però in completo disaccordo tra di loro, dopo gli studi universitari si trovano a convivere in un appartamento che funge anche da luogo di lavoro. Insieme a loro vi sono il commercialista Ugo con la moglie Samantha; Torquato, il portinaio dello stabile; Daisy, sorella di Norman, innamorata segretamente di Andy; Vanessa, l'agente pubblicitario che procura loro i clienti, che si rivelano in gran parte personaggi stravaganti. In breve tempo fondano una loro società, ma i prodotti da pubblicizzare si rivelano talmente assurdi da portarli ben presto al dissesto finanziario.

## Produzione
La sitcom venne prodotta per un'unica stagione. I protagonisti erano Zuzzurro e Gaspare, e c'è stata anche la partecipazione di Giobbe Covatta e di Maria Grazia Cucinotta. Tutti i 10 episodi della serie erano diretti da Gianfrancesco Lazotti e vennero trasmessi originariamente su Italia 1 da dicembre 1991 a febbraio 1992. Era una produzione liberamente tratta dalla commedia teatrale Andy e Norman di Neil Simon.
La serie andava in onda il giovedì sera in prima serata, alle ore 21:30. Nei promo degli episodi lo sfondo e lo stile grafico erano ripresi dalla storica rubrica pubblicitaria Carosello. Nei titoli di testa degli episodi, invece, veniva sfogliato un album fotografico con ciascun attore principale (e relativo personaggio interpretato) per finire con una foto di gruppo.

## Cast
In ciascun episodio della serie compaiono alcune guest star:
- Episodio Lei non sa chi sono io –
- Episodio I conti non tornano – Nicoletta Elmi
- Episodio Una tantum – Elena Guarnieri

## Episodi
| Nº | Titolo | Prima TV |
| -- | ------ | -------- |
| 1  |        |          |
| 2  |        |          |
| 3  |        |          |
| 4  |        |          |
| 5  |        |          |
| 6  |        |          |
| 7  |        |          |
| 8  |        |          |
| 9  |        |          |
| 10 |        |          |